# Castroviejoa
Castroviejoa Galbany, L.Sáez & Benedí – rodzaj roślin z rodziny astrowatych (Asteraceae). Obejmuje dwa gatunki występujące endemicznie na Sardynii i Korsyce.
Nazwa naukowa rodzaju została nadana na cześć Santiago Castroviejo, hiszpańskiego botanika żyjącego w latach 1946-2009.

## Zasięg geograficzny
Oba gatunki są endemitami. C. frigida występuje na Korsyce, w górach Monte Cinto, Monte Rotondo, Monte Renoso, Monte Incudine, Aiguilles de Bavella i Montagne de Cagna, jednak istnieją historyczne doniesienia o występowaniu tego gatunku również na Sardynii. C. montelinasana występuje w południowo-zachodniej Sardynii, w górach Monte Linas, Monte Lattias i Monte Arcosu.

## Morfologia

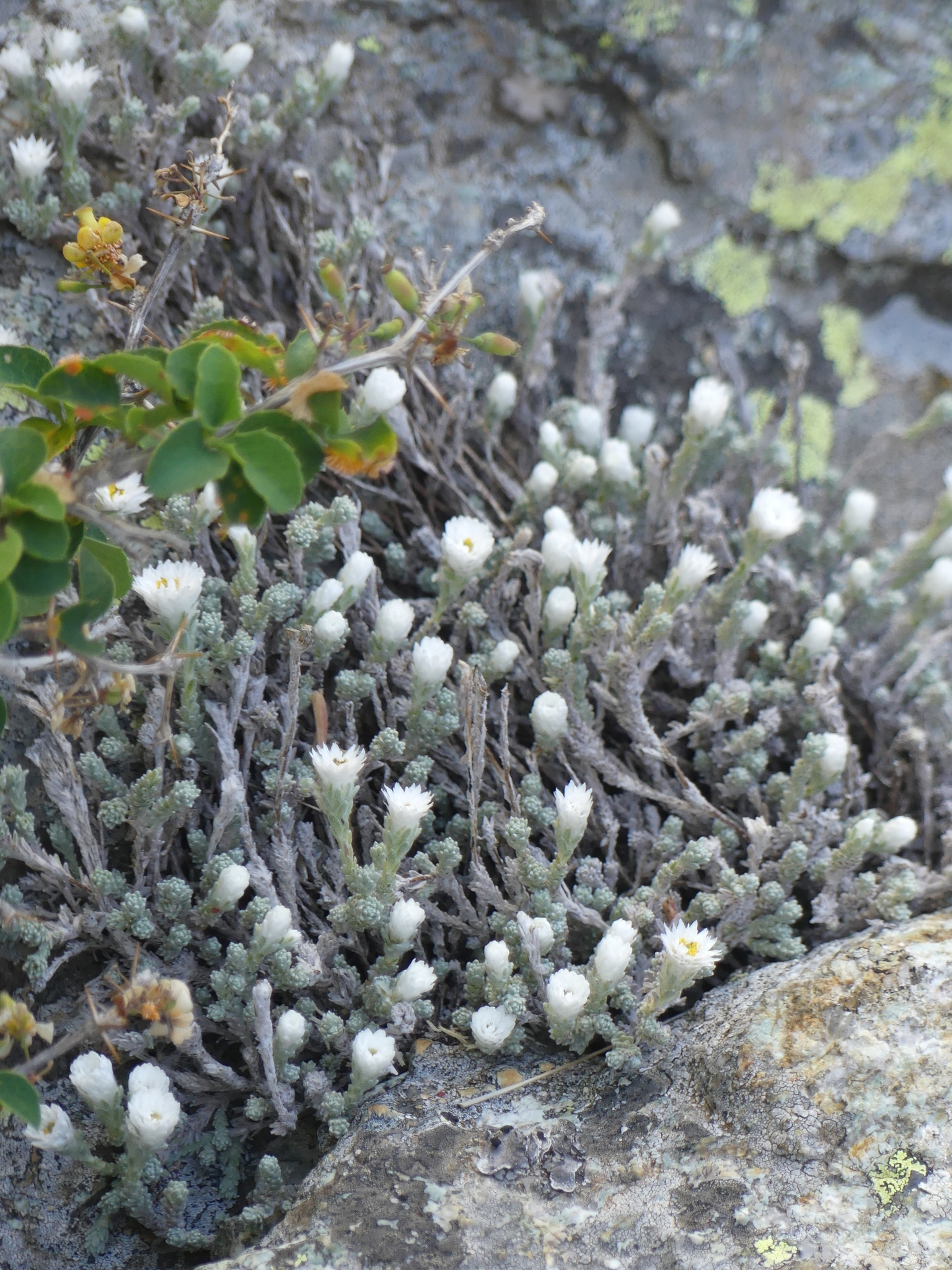
C. frigida

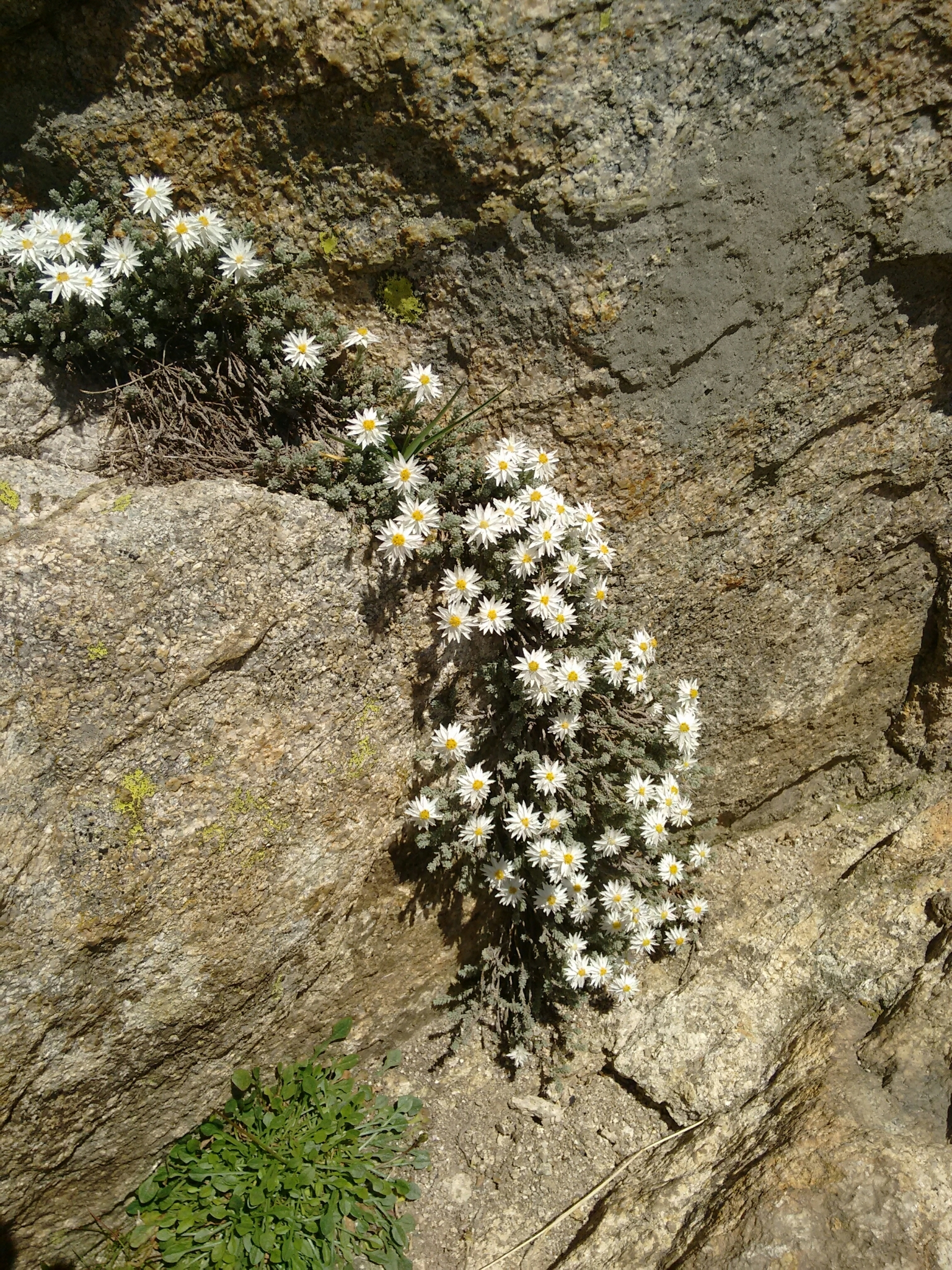
Castroviejoa frigida

PokrójWieloletnie, darniowe półkrzewy o pędach szarozielonych, kutnerowatych.
PędyŁodygi silnie rozgałęzione, z licznymi, krótkimi pędami wegetatywnymi, gęsto ulistnione. Pędy kwiatonośne podnoszące się lub płożące, o długości do 13 cm (C. montelinasana) lub do 18 cm (C. frigida), gęsto ulistnione aż do kwiatostanu, najwyżej położone liście częściowo zachodzące na kwiatostan.
LiścieUlistnienie naprzemianległe. Liście jednopostaciowe, równowąskie do równowąsko-lancetowatych (C. frigida) lub różnopostaciowe, dolne niemal sercowate i ucięte, górne równowąskie i ostre  (C. montelinasana), zbiegające po łodydze, luźno lub gęsto zachodzące na siebie, siedzące. Blaszki liściowe płaskie lub lekko wklęsłe, obustronnie kutnerowate, bezgruczołowe lub z rozproszonymi wielokomórkowymi włoskami gruczołowymi, brzegi lekko zwinięte w górę lub płaskie.
KwiatyZebrane w pojedynczą, wierzchołkową główkę. Listki okrywy luźno zachodzące na siebie w kilku rzędach, zasadniczo papierzaste, białe, wystające ponad kwiaty, wzniesione, najbardziej zewnętrzne równowąskie, ostre, zielne, zielone, kutnerowate, bezgruczołowe lub z rozproszonymi wielokomórkowymi włoskami gruczołowymi, środkowe i wewnętrzne proksymalnie z pasmami grubościennych komórek (tzw. stereomów), dystalnie papierzaste i białe. Dno kwiatowe gładkie, pozbawione okryw (tzw. palea). Korona kwiatu żółta, rurkowata, powyżej mniej więcej dzwonkowata. Płatki korony wzniesione, trójkątne, ostre, z wielokomórkowymi włosami gruczołowymi na zewnątrz. Pręciki bez ostróg, wierzchołkowo z lancetowatymi, tępymi wyrostkami wielkości pylników lub trochę cieńszymi, u nasady z krótkimi i rozgałęzionymi wyrostkami. Szyjka słupka dwudzielna, o rozgałęzieniach uciętych, z tępymi, skierowanymi wierzchołkowo-brzusznie.
OwoceCylindryczne do jajowato-cylindrycznych niełupki z dwiema wiązkami naczyniowymi, pokryta gęsto ułożonymi włoskami, które prostują się po zmoczeniu. Puch kielichowy złożony z wolnych, szorstkich do bródkowatych szczecinek położonych w jednym rzędzie.

## Biologia
RozwójKwitną od czerwca do lipca (C. montelinasana) lub sierpnia (C. frigida).
SiedliskoKrzemionkowe szczeliny skalne, na wysokości 780–2600 m n.p.m. (C. frigida) lub granitowe i łupkowe szczeliny skalne, na wysokości 900–1200 m n.p.m. (C. montelinasana).
GenetykaLiczba chromosomów 2n = 28.

## Systematyka
PozycjaJeden z rodzajów w plemieniu Gnaphalieae w obrębie podrodziny Asteroideae w rodzinie astrowatych (Asteraceae).
Wykaz gatunków
- Castroviejoa frigida (Labill.) Galbany, L.Sáez & Benedí
- Castroviejoa montelinasana (Em.Schmid) Galbany, L.Sáez & Benedí